# Magical 童謡 Tour
『Magical 童謡 Tour』（マジカル どうよう ツアー）は1987年9月25日にワーナー・パイオニアからリリースされた、少年隊のカバー・アルバム。

## 概要
収録全曲の編曲を担当した服部克久がサウンドプロデュースを担当した。

また、本作は第29回日本レコード大賞の企画賞を受賞したが、賞は発売レコード会社のワーナー・パイオニアに加えて、メリー喜多川に対しても授与された。

LP、CD、カセットの3形態が発売されたが、LPのみジャケット写真に別カットを使用している。

本作に収録された全18曲のカラオケ音源を収めたアルバム『童謡カラオケ』が同年12月10日にカセットテープのみで発売されている。

後年に錦織一清が自身のYouTubeチャンネルにて明かした話によると、本作のエグゼクティブ・プロデューサーだったジャニー喜多川が本作の映像化を企画し、商品化を前提にTBSの緑山スタジオで大掛かりなセットを組んで撮影された。しかし、完成した作品をメリー喜多川が視聴したところ一般性を欠く内容に激怒し、お蔵入りしたという。

## 収録曲
1. 村まつり [2:32]
2. 赤いくつ [1:25]
3. おべんとうばこのうた [3:30]
4. 赤とんぼ [2:10]
5. 汽車ポッポ [2:10]
6. 糸まきのうた [2:13]
7. 森のくまさん [1:42]
8. どんぐりころころ [0:53]
9. 小さい秋みつけた [2:00]
10. おもちゃのチャチャチャ [2:46]
11. 七つの子 [1:36]
12. しょうじょうじのタヌキばやし [3:53]
13. 背くらべ [2:24]
14. シャボン玉 [1:30]
15. ペチカ [3:21]
16. 犬のおまわりさん [1:24]
17. 手のひらを太陽に [3:12]
18. 夕やけ小やけ [2:48]